# Palau de Cesvaine
El Palau de Cesvaine (en letó: Cesvaines pils; en alemany: Schloss ou Palais Seßwegen) és un castell d'estil historicista a la localitat de Cesvaine a Letònia (fins al 1919: Seßwegen o Sesswegen) a 18 quilòmetres de la ciutat de Madona.

## Història
El castell d'estil anglo-alemany va ser construït entre 1890 i 1896 pel baró Adolf Emil von Wulf (1840-1910), descendent d'una família noble germanobàltica, just al costat de la ruïnes del castell construït pels bisbes de l'Orde Livonià. La zona formava part de la governació de Livònia de l'Imperi Rus. L'arquitecte berlinès Hans Grisebach (1848-1904) es va inspirar, amb la col·laboració d'August Dinklage (1849-1920), no solament al renaixement alemany, sinó també en elements de l'època Tudor i del gòtic anglès, amb torretes, balcons, finestres geminades i aconseguint el seu punt màxim en teulats i façanes a l'anglesa. El romanticisme anglès era de moda a mitjan segle xix a Alemanya i Rússia, però així i tot, era inusual a Livònia, on la noblesa local preferia mansions neoclàssiques.
L'arquitectura de pedra i granit polit connecta bé amb el parc d'estil anglès de 33 hectàrees i on es troba tot el confort de l'època. El castell va patir la revolució russa, la guerra civil que va seguir —a començaments de les quals els propietaris van ser desallotjats— i el conflicte entre l'URSS i l'Alemanya nazi, però va sobreviure totes aquestes proves, i l'interior va ser preservat baix el domini de la Unió soviètica. A l'interior el tema principal era la caça, amb una estàtua de Diana, molts trofeus de caça, i una decoració floral de tipus Jugendstil. La fusteria i l'escala d'honor també d'este material van ser notables. Tanmateix, un greu incendi el 2002 va destruir gran part del castell, que s'està restaurant. La finca també inclou estables i masies antigues comunes.
El castell allotja un museu històric i una escola de secundària de 500 estudiants de la zona.

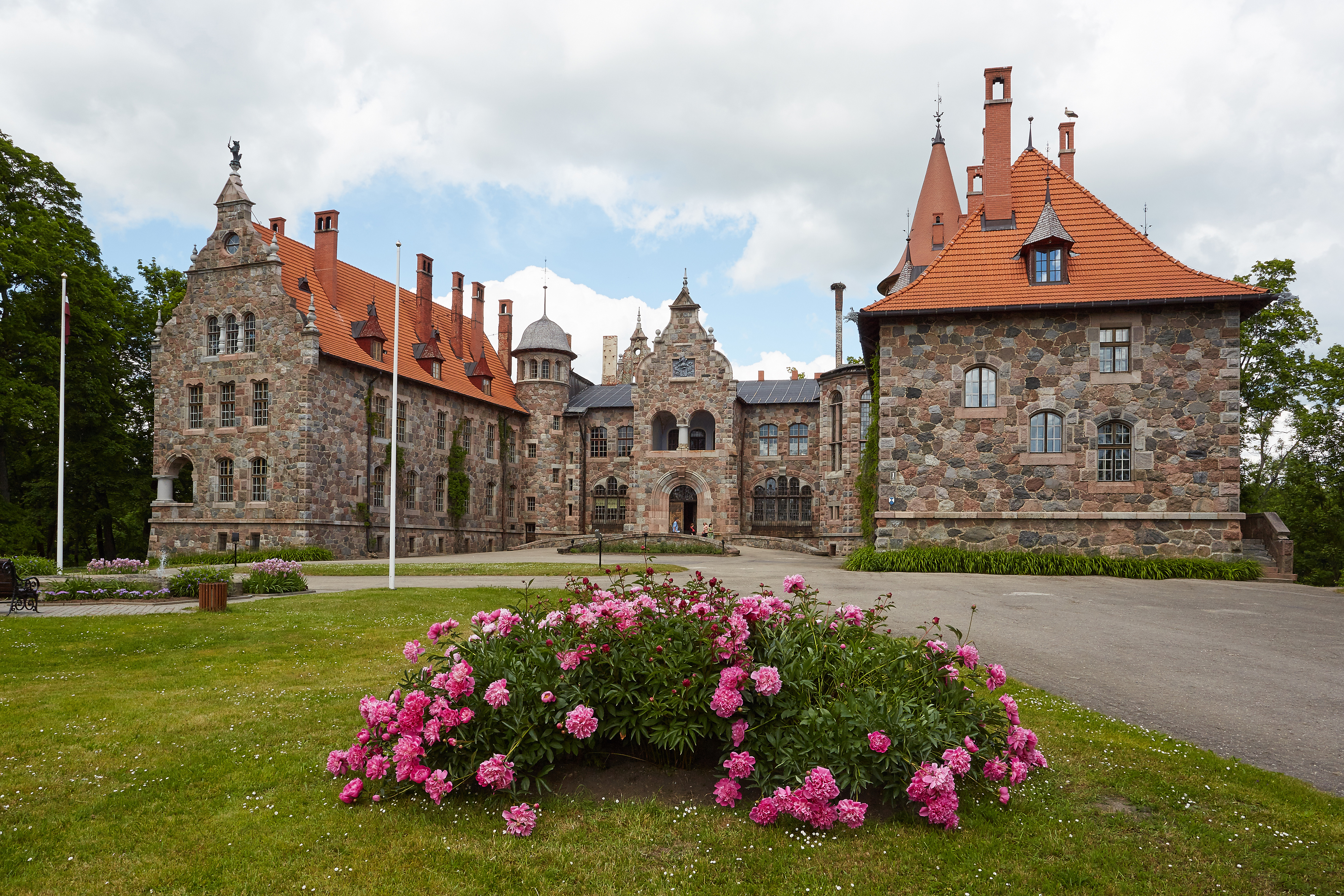
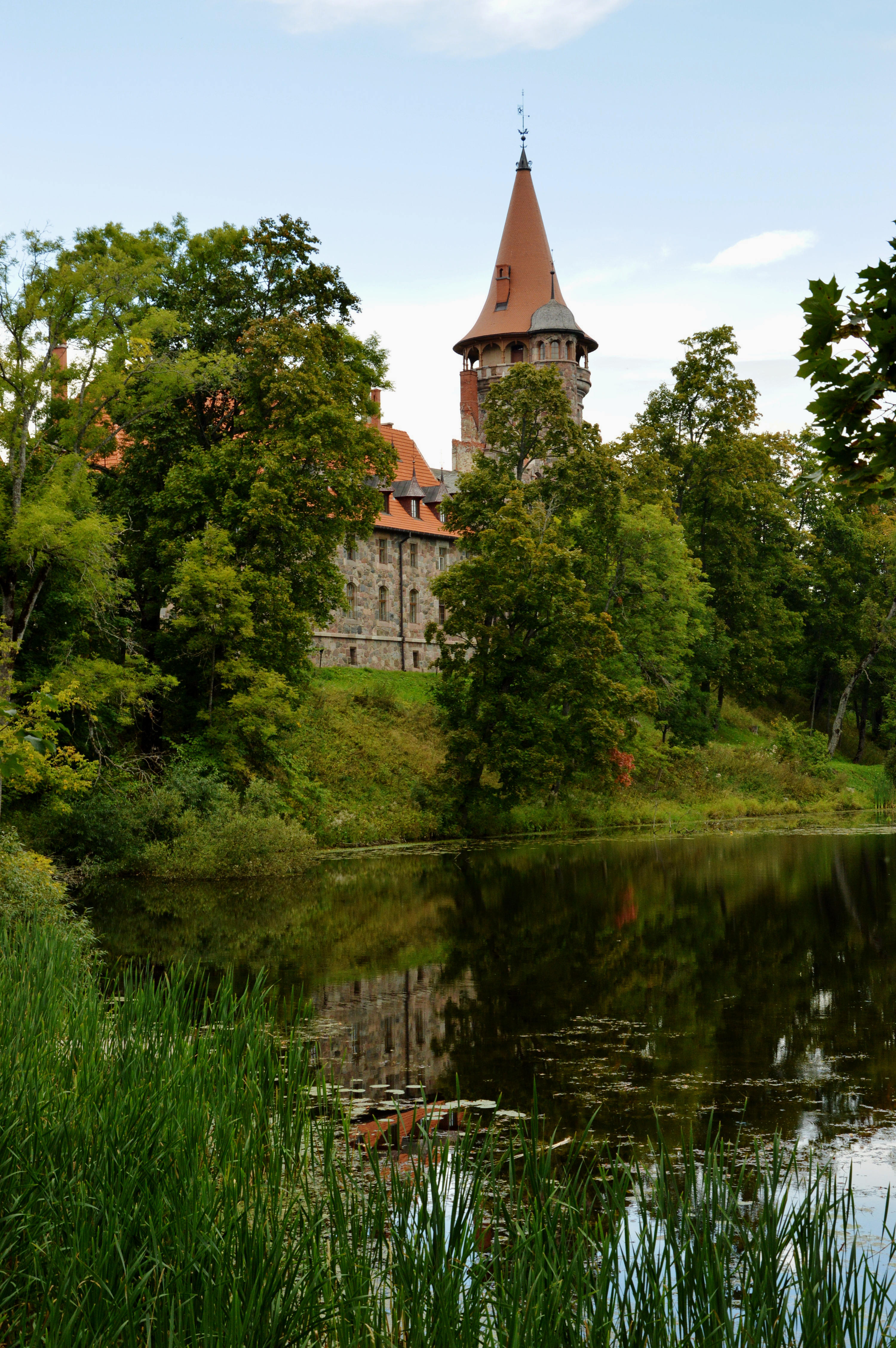
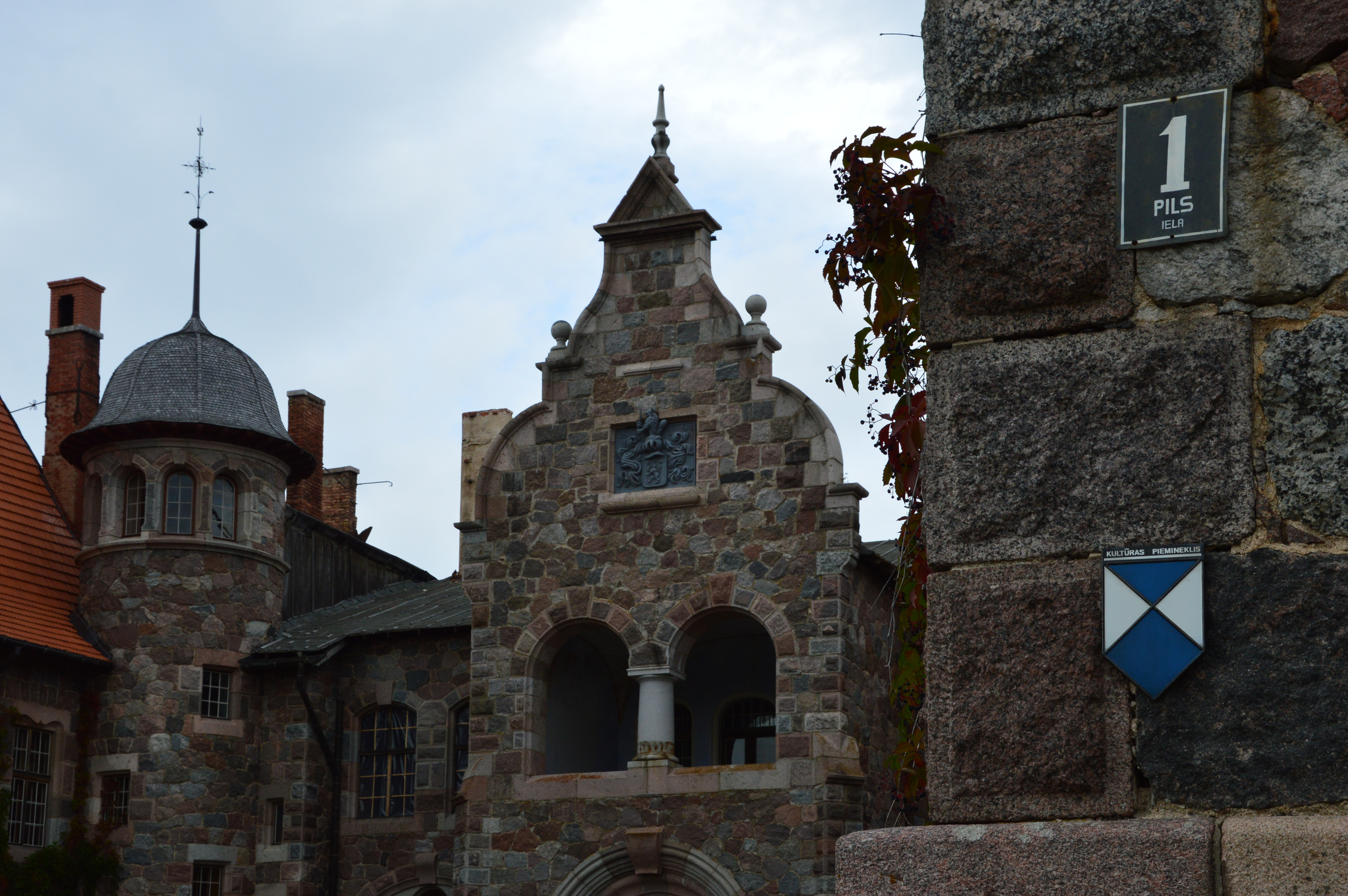
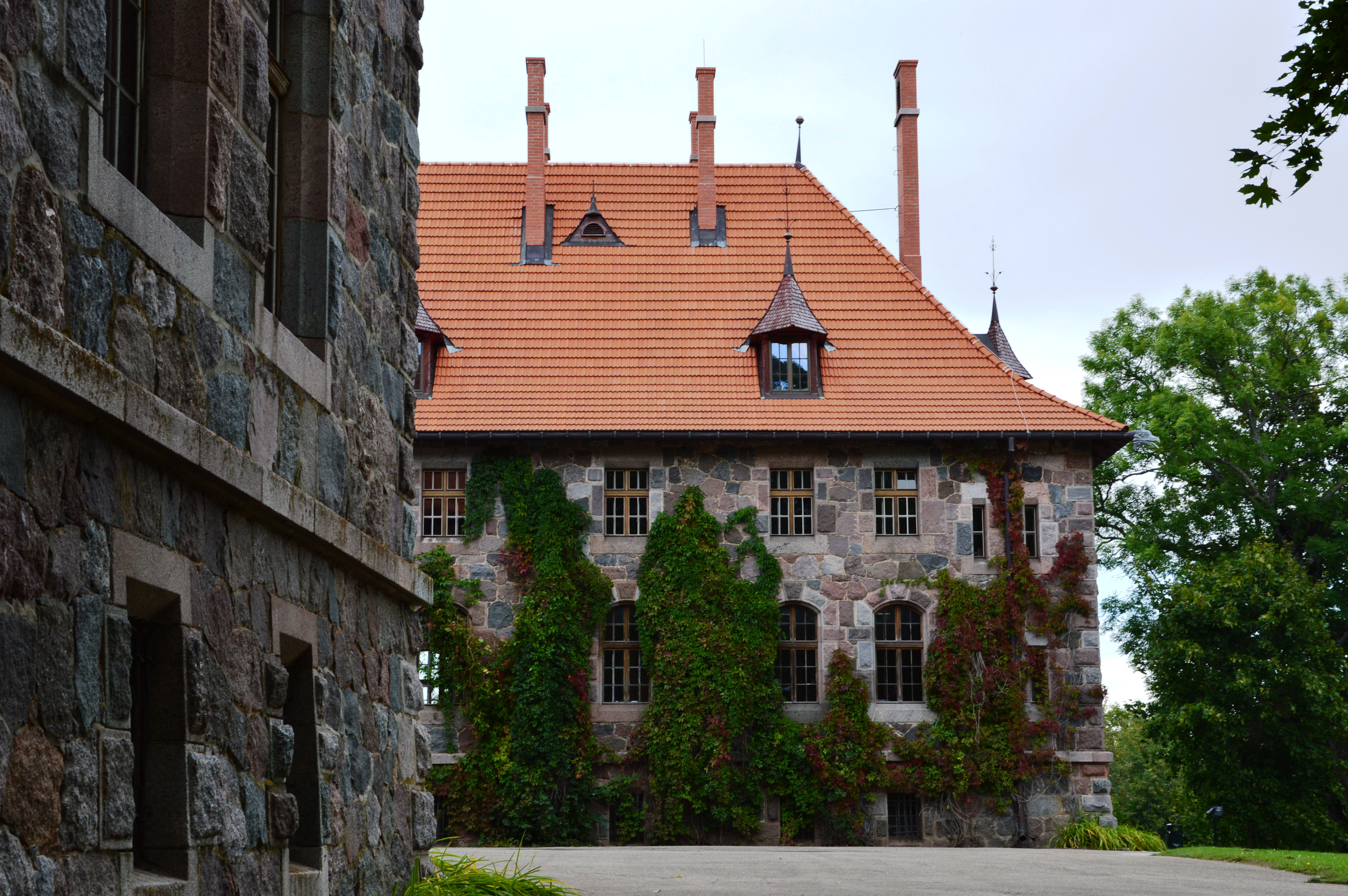
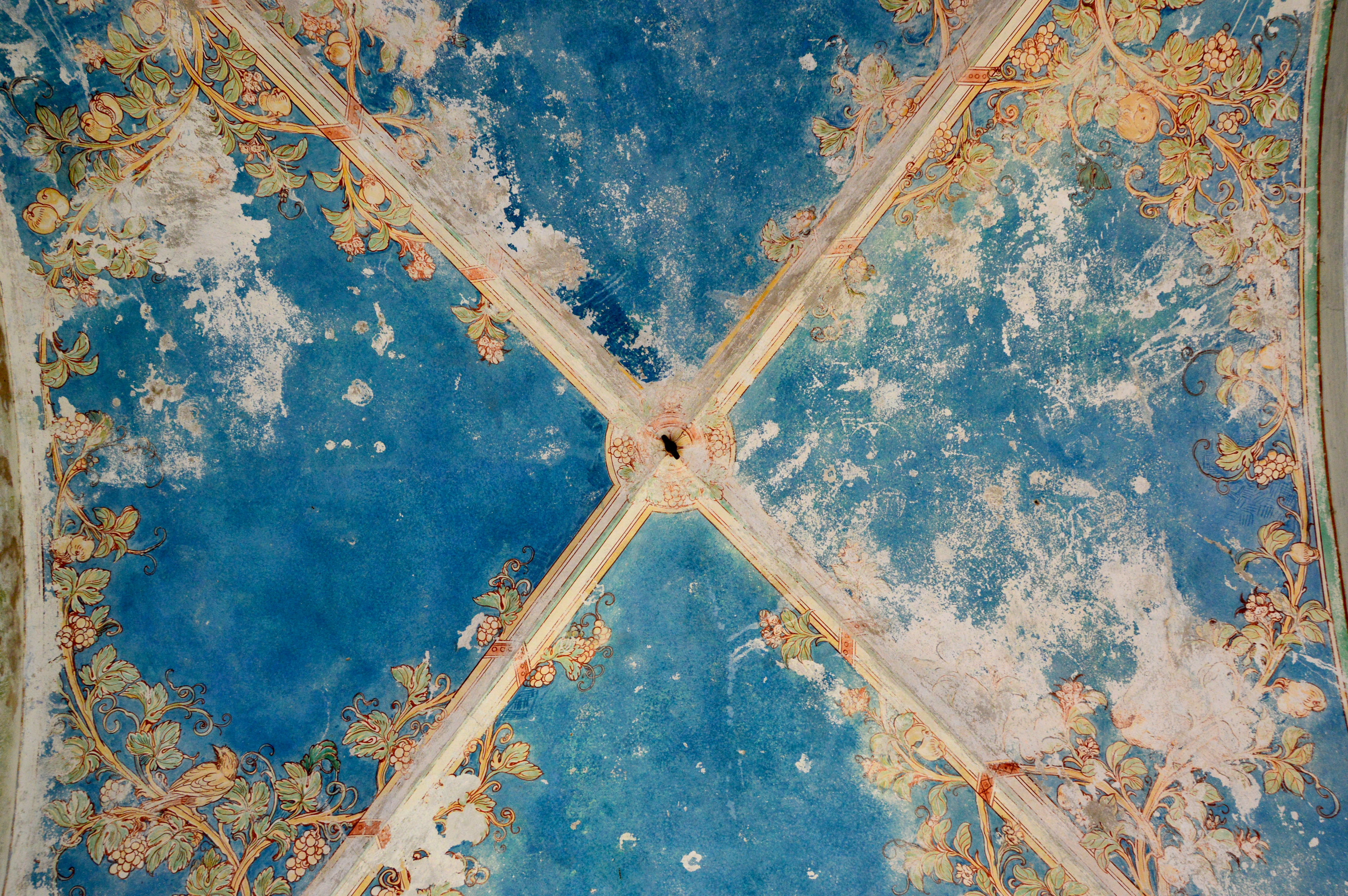